# Константин Папаначе
Константин (Костаке) Папаначе (на арумънски: Constantin, Costache Papanace) е арумънски писател и публицист, румънски политик, член на Легиона на Архангел Михаил.

## Биография
Папаначе е роден в 1904 година във влашкото берско село Шел (Горно или Долно), тогава в Османската империя, днес Сели, Гърция, в многодетното семейство на Йоан (Енаке) и Янула Папаначе. Дядо му поп Атанасие води службата на влашки, заради което в 1906 година е убит от гръцки андарти. Баща му Йоан е арестуван и депортиран. В 1913 година е доброволец в румънската армия, след което се връща в Македония. Получава основно образование в Бер и в 1916 година започва да учи в Румънския колеж в Солун, но той е закрит и Папаначе завършва едва в 1925 година. В Солун е съученик с Йон Караника, Григоре Пиху и Стерие Чюмети. Заминава за Румъния в 1927 година и учи в Търговската академия в Букурещ, като специализира политическа икономия и финанси. За да се издържа работи като банков чиновник. Скоро, след Берския конгрес в последва и семейството му, което се установява като колонисти в Южна Добруджа. От 1930 до 1934 година е чиновник във финансовата администрация в Букурещ, а от 1934 до 1938 година — в Калъраш, където е преместен дисциплинарно.
В Румъния се включва активно в делата на арумънската емиграция и подпомага колонизирането на Добруджа. Вицепрезизент е на Асоциацията на македонорумънските студенти, чийто секретар е Йон Караника.
На 1 април 1914 г. румънското правителство приема „Закона за организиране на Нова Добруджа (Кадрилатер)“. На 22 април 1924 година са направени промени в този закон, като основната е, че лице с мирийски имот (мера) може да се превърне в абсолютен собственик само, ако даде една трета на държавата и запази като абсолютна собственост останалите две трети или чрез заплащане на една трета от максималната стойност на земята на румънската държава. Така Румъния се сдобива със земя за колонизация от арумъни.
На 30 юни 1930 година румънският парламент, вече под контрола на Националната селска партия (НСП), която се стреми да спечели подкрепата на българите в Добруджа, гласува отново да промени закона, които позволяват на българите да си върнат третината земя, предадена на държавата в резултат на предишния закон.
Тази промяна се възприема на нож от арумънските активисти и основна тяхна мишена става Константин Ангелеску, дееца на НСП предложил промяната, депутат от окръг Калиакра и държавен секретар в Министерството на вътрешните работи.
На 21 юли 1930 арумънинът Георге Беза прави неуспешен опит за покушение срещу Ангелеску. В резултат е арестуван лидерът на Легиона Корнелиу Кодряну. Йон Караника заедно с Константин Папаначе, Григоре Пиху, Стерие Чюмети, Георге Гичя, Стере Фикъта и Мамали подписват брошура, в която твърдят, че покушението е оправдано. Те също са арестувани и на 24 юли 1930 година на път към затвора Въкърещи се срещат с Кодряну и прекарват 40 дни в затвора с него. Всички се присъединяват към Желязната гвардия. Според Папаначе, Кодряну е впечатлен от поведението на седмината арумъни в затвора и казва:
| „ | Вашето нравствено здраве е от източника. В планините вие съхранявате всички съкровища на расата си. Някога и моят народ беше като вас. Днес той е изкривен в голяма степен. Бих искал да излекувам своя народ, да имам легионери като вас. | “ |

Негови издания са „Граюл“ (1932) и „Бучюм“ (1933). През 1940 г. Папаначе създава заедно с Караника (или с проф. Николае Караника) и Йонел Зяна вестник „Арматолии“ като трибуна за защита на правата на арумънските колонисти в Добруджа, преследвани от режима в Букурещ. Подзаглавието на вестника е „Лист за арумънска борба“. Отговаря за политико-идеологическата насоченост на легионерските издания „Кувънтул“ и „Буна Вестире“.
Между 1932 и 1933 г. в периода на силна експанзия на легионерското движение е капитан на Македонската легионерска младеж и пръв съветник на водача Кодряну. След убийството на министър-председателя Йон Георге Дука през декември 1933 година от приятелите му Караника, Дору Белимаче и Николае Константинеску, Папаначе е отново задържан и затворен в Жилава.
През декември 1937 г. е избран за депутат от Калиакра, но не изпълнява мандата си поради обявяването на крал Карол II за диктатор. През пролетта на 1938 година, когато Кодряну и много други лидери на Легиона са арестувани, Папаначе става нелегален и една година развива широка деност, подпомагайки Хория Сима. Смятан е за сивия кардинал на Легиона. След убийството на Кодряну, емигрира и през феврурари 1939 година се установява в Берлин.
Влиза в конфликт със Сима, бъдещия командир на Легиона, като се противопоставя на идеята му за връщане в страната с цел сваляне на Карол II. След преврата на 6 септември 1940 г., Папаначе твърди, че Легиона не е готов да поеме властта, и че сътрудничеството с маршал Йон Антонеску не може да е дълготрайно. Въпреки това се връща в Букурещ и става заместник-държавен секретар в Министерството на финансите в така наречената Национална легионерска държава. Придружава Антонеску при посещенията му в Рим (14 – 16 ноември 1940 г.) и Берлин (19 – 20 ноември 1940 г.).
След Легионерското въстание от януари 1941 година и чистката на Желязната гвардия, Папаначе, екстрадиран в Германия и задържан в Биркенбрюк, отново се дистанцира от Сима, когато лидерът на Легиона отива в Рим да търси помощ от Мусолини.
От 1941 до 1945 година е Биркенбрюк, Бухенвалд, Дахау и Шпандау. За известно време след събитията от 23 август 1944 г. е във Виена, където той отказа да вземе участие в Народната армия и правителството на Хория Сима, след което в края на 1945 година намира убежище в Сало, Италия.
В 1946 година е осъден задочно в Румъния на доживотен затвор. Румъния, Гърция и Югославия упражняват натиск върху италианските власти за екстрадирането му. В Италия се жени за Зоица Симу (? – 1977), арумънка от Бер. През 1950 г. снована с помощта на Николае Бужин в Рим колекцията „Библиотека Верде“, издавана от издателство „Арматолии“, в която излизат 26 негови творби. Умира в 1985 година.